# 즈비샤바네

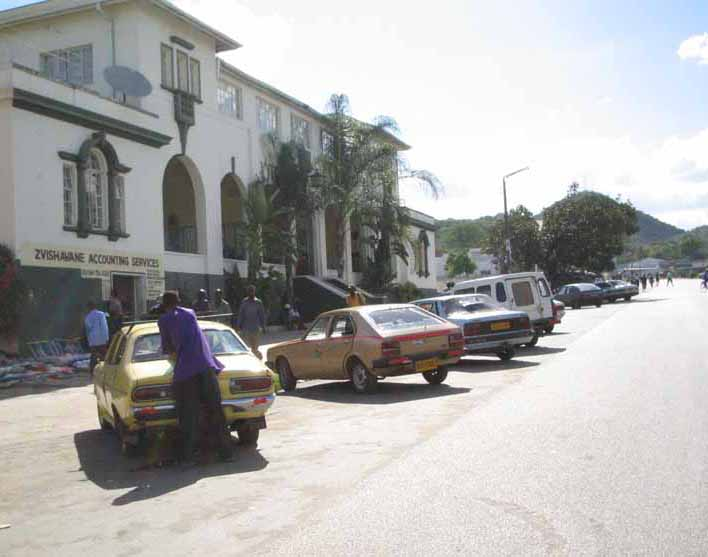

즈비샤바네(Zvishavane, 1982년까지의 이름: 샤바니(Shabani))는 짐바브웨 미들랜즈 주에 위치하고 있다.